# Калката Векија (Витербо)
Калката Векија је насеље у Италији у округу Витербо, региону Лацио.
Према процени из 2011. у насељу је живело 143 становника. Насеље се налази на надморској висини од 157 м.